# St. John’s College (Annapolis/Santa Fe)

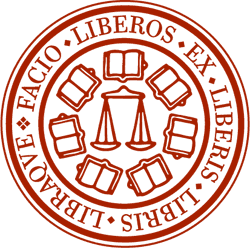
Logo

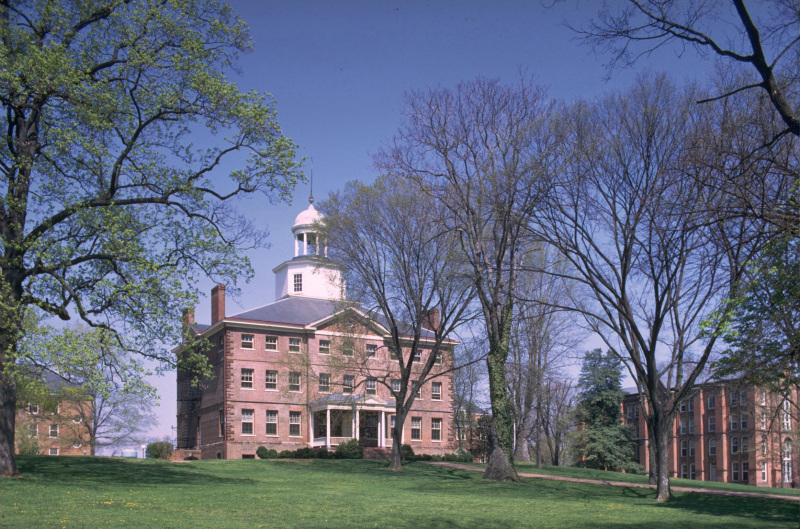
McDowell Hall von 1789 auf dem Campus in Annapolis

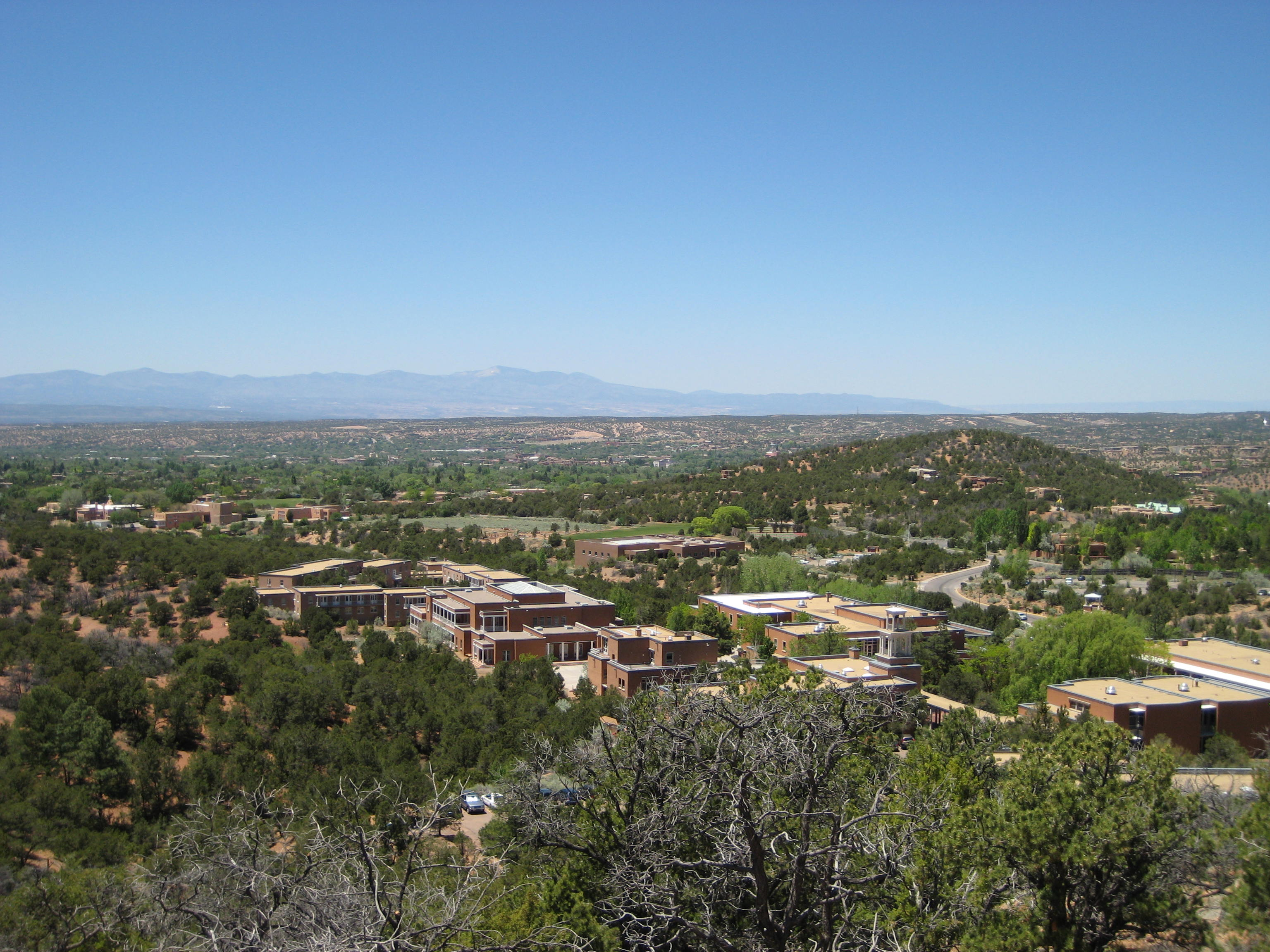
St. John’s College, Campus in Santa Fe

Das St. John’s College ist eine private, nichtkonfessionelle Universität in Annapolis, Maryland, und seit 1964 in Santa Fe, New Mexico. Mit dem Gründungsjahr 1696 ist sie die drittälteste Lehrstätte der USA nach der Harvard School (1636) und dem College of William and Mary (1693). Ihr Motto lautet Facio liberos ex liberis libris libraque („Ich mache Freie aus Kindern durch Bücher und die Waage“). Das Lehrprogramm zielt wesentlich auf Geisteswissenschaften (liberal arts).
Das vergleichsweise kleine College hatte 2022 174 wissenschaftliche Mitarbeiter und 774 Studenten sowie etwa 160 postgraduale Studenten.

## Geschichte
St. John’s wurde 1696 als King William’s School in der neuenglischen Kolonie Maryland von der Church of England unter Wilhelm III. gegründet. 1784 wurde es zum College des Staates Maryland. Vier der Schulgründer unterzeichneten 1776 die Unabhängigkeitserklärung der Vereinigten Staaten. Im Jahr 1789 wurde das ehemalige Governorshaus, die McDowell Hall, zum Schulgebäude, heute das älteste des Landes. Das Studieninteresse richtete sich auf die klassischen Texte. Mit der Zeit verlor das College an Attraktivität und wurde während des Bürgerkriegs geschlossen. Danach gab es keine Weiterentwicklung, zeitweise war es eine Militärschule. Als die Navy 1924 daneben das erste Naval Reserve Officers Training Corps und darauf die United States Naval Academy stationierte, drohte lange Zeit die Übernahme und 1937 die Aberkennung.
Zur inneren Reform führten die vielseitigen Geisteswissenschaftler Stringfellow Barr und Scott Buchanan, die von der University of Chicago unter dem traditionsorientierten Präsidenten Robert Maynard Hutchins kamen, 1937 ihren großen Lehrplan, das New Program, ein, das bis heute gilt. Es geht um die Great Books, die Tradition der abendländischen Kultur, und damit eine Absage an Reformpädagogik in der Art von John Dewey. 1948 wurden die ersten Farbigen, 1951 die erste Mädchenklasse aufgenommen.

## Eastern Classics in Santa Fe
Der zweite Standort in Santa Fe entstand nach einer Landspende 1961, der Unterricht im klassischen Programm begann 1964. Zusätzlich wurde in Santa Fe 1994 das Eastern Classics Program eingeführt. Hier werden östliche klassische Texte aus China, Indien und Japan unterrichtet, und das Programm führt in drei Semestern zu einem speziellen M.A.-Abschluss. Die chinesische Kultur wird durch Konfuzius, Laotse und Zhuang Zhou, ferner Mencius, Xun Zi, Han Feizi und Mozi vertreten. Hinzu kommen die Historiker Sima Qian und Zuo Zhuan, der spätere Neo-Konfuzianismus und Zhu Xi. In der epischen Literatur werden Erzählungen wie Die Reise nach Westen oder Die Geschichte der Drei Reiche, in der Dichtung Li Bai, Wang Wei und Du Fu gelesen. Diese Liste umfasst nur ein Drittel des gesamten Stoffes, zu dem noch der Hinduismus kommt sowie die Entwicklung von Theravada, Mahayana und Zen-Buddhismus, Meisterwerke wie die Mahabharata, Shakuntala, Genji Monogatari, Oku no Hosomichi u. v. m. Die Studenten müssen eine Sprache erlernen, entweder Sanskrit oder klassisches Chinesisch.

## Namhafte Dozenten
- Eva Brann, Philologie, seit 1957
- James M. Cain, Journalistik, 1923–24[3]
- Elliott Carter, Komponist, 1940–1944
- Leon Kass, Bioethiker, Tutor, 1972–76
- Beate Ruhm von Oppen, ab 1960
- Leo Strauss (1899–1973), Philosoph, Scott Buchanan Distinguished Scholar in Residence auf dem Annapolis Campus, 1969–1973
- Victor Zuckerkandl, Musiktheoretiker, 1948–1964

## Namhafte Studenten
- Mark D. Jordan, Theologe und Andrew Mellon Professor, Harvard Divinity School
- Ben Sasse, Präsident der University of Florida
- Louis Leo Snyder (1907–1993), US-Historiker
- Michael Anton, Kommunikationsberater
- Emerson Harrington (1864–1945), Gouverneur von Maryland
- Arturs Krišjānis Kariņš, Premier von Lettland 2019–2023
- Francis Scott Key (1779–1843), United States Attorney for the District of Columbia; Dichter der Nationalhymne
- William Pinkney (1764–1822), 7th US Attorney General